# Gretna FC
Gretna FC was een Schotse voetbalclub uit Gretna.
De club werd in 1946 opgericht maar ondanks dat het een Schotse club is sloot het zich bij de Engelse competitie aan en speelde in de Carlisle and District League tot 1982 toen het in de nieuwgevormde Northern League ging spelen.
In de jaren '90 werd het de eerste Schotse club sinds de Rangers FC in 1887 die in de FA Cup aantrad. De club zag echter in dat de toekomst in het Schotse voetbal lag en diende in 1993 en 1999 een aanvraag in om toe te mogen treden tot de Football League.
Bij de derde aanvraag in 2002 had de club meer geluk, Airdrieonians FC was failliet gegaan en er was een plaatsje vrijgekomen. In 3 seizoenen promoveerde de club 2 keer achter elkaar en speelt in 2006/07 zo voor de eerste keer in de Schotse First Division. Op 29 april 2007 wist de club een plek bij de voetbalelite te bemachtigen door op de slotdag een 3-2-overwinning te behalen op Ross County in de Scottish First Division.
In het seizoen 2005/06 werd de finale van de Schotse beker gehaald en zo werd de club het eerste team uit de 3de klasse dat de finale haalde sinds de oprichting van deze divisie in 1975. In de finale werd verloren van Hearts na verlengingen en een penaltyreeks. Omdat Hearts in de Champions League mocht aantreden speelde Gretna in 2006/07 al Europees voetbal in de UEFA Cup.
Het succes van de club kan verklaard worden doordat multimiljonair en clubeigenaar Brooks Mileson de vereniging financieel steunt. De club betaalt de hoogste lonen buiten de Premier League.
De club krijgt een nieuw stadion, het oude heeft slechts 2200 plaatsen (terwijl er niet eens 3000 inwoners wonen in Gretna), maar om in de Scottish Premier League te kunnen spelen zijn er 6000 plaatsen vereist.
In 2008 ging het financieel en sportief mis voor Gretna. Door ziekte van Mileson kwamen er geen financiële middelen meer binnen, waardoor de club dreigde failliet te gaan. Als gevolg van financieel wanbeleid kreeg de club 10 strafpunten en kon degradatie niet meer ontlopen worden. Door tussenkomst van de Schotse bond die geld voor uitzendrechten voorschoot, kon Gretna toch de competitie afmaken. De Schotse voetbalbond zou Gretna terugzetten naar de Scottish Third Division, maar nadat de laatst overgebleven koper op 2 juni afhaakte, ging de club na 62 jaar in vereffening. De vrijgekomen plaats in de Schotse Third Division werd vervolgens ingevuld door lokale rivaal Annan Athletic. Een nieuw opgerichte voetbalclub Gretna FC 2008 werd op 11 juli 2008 toegelaten tot de East of Scotland League. Op 8 augustus 2008 werd Gretna FC officieel failliet verklaard.

## Erelijst
- Scottish Football League First Division

Winnaar (1): 2006/07
- Scottish Football League Second Division

Winnaar (1): 2005/06
- Scottish Football League Third Division

Winnaar (1): 2004/05
- Scottish Cup

Runner-up (1): 2006

## Eindklasseringen
| 6 |

| 3 |

| 1 |

| 1 |

| 1 |

| 12 |

| Premier League |

| First Division |

| Second Division |

| Third Division |

| Premier League |

| First Division |

| Second Division |

| Third Division |

## Gretna in Europa
#Q = #kwalificatieronde, T/U = Thuis/Uit, W = Wedstrijd, PUC = punten UEFA coëfficiënten .
Uitslagen vanuit gezichtspunt Gretna FC
| Seizoen | Competitie | Ronde | Land             | Club       | Totaalscore | 1e W     | 2e W    | PUC |
| ------- | ---------- | ----- | ---------------- | ---------- | ----------- | -------- | ------- | --- |
| 2006/07 | UEFA Cup   | 2Q    | Vlag van Ierland | Derry City | 3-7         | 1-5\ (U) | 2-2 (T) | 0.5 |

Totaal aantal punten voor UEFA coëfficiënten: 0.5

## Bekende voormalige spelers
- Kenny Deuchar
- Zbigniew Małkowski
- Kyle Naughton
- Gavin Skelton

## Trainers
- Rowan Alexander (november 2000 - juli 2007)
- Davie Irons (maart 2007 - februari 2008, ook oud speler)
- Mick Wadsworth en  Andy Smith (februari - mei 2008, interim)